# Лю Цюанькунь
Лю Цюанькунь (спрощ.: 刘全昆; кит. трад.: 劉全昆; нар. 17 лютого 1983, Далянь) — гонконзький футболіст, який народився в КНР, який грав на позиції захисника.

## Клубна кар'єра
Лю Цюанькунь розпочав виступи на футбольних полях у клубі «Далянь Шиде», і перейшов до гонконзького клубу «Кітчі».
30 квітня 2008 року в матчі групового турніру Кубка АФК 2008 року проти сінгапурського клубу «Ворріорс» Лю зняв футболку, щоб виразити співпереживання за свого товариша по команді Ло Чі Хіна, який знепритомнів на полі внаслідок серцевого нападу. Згодом Лю отримав другу жовту картку від рефері зі Шрі-Ланки Хеттікамканамге Перери за те, що він зняв футболку. У липні Лю отримав офіційні вибачення від президента АФК Мохаммеда бін Хаммама за цю неправильно пред'явлену червону картку.
2 лютого 2015 року Лю перейшов до команди Китайської першої ліги «Харбін Ітен», проте за короткий час завершив виступи на футбольних полях.

## Міжнародна кар'єра
У 2005 році Лю отримав право грати за національну збірну Гонконгу з футболу після 2 років перебування в Гонконзі. Він дебютував у збірній 1 лютого 2006 року в матчі за третє місце Кубка Карлсберга 2006 проти національної збірної Хорватії. Загалом у складі збірної футболіст грав до 2013 року, та провів у її складі 6 матчів.